# Tom Hamilton
Tom Hamilton (Colorado Springs, 31 de dezembro de 1951) é um músico norte-americano, conhecido por ser o baixista do grupo Aerosmith. Tom é o único baixista que o Aerosmith já teve e faz parte da banda desde sua formação, em 1970.

## História
Tom Hamilton nasceu em Colorado Springs, onde seu pai, George Hamilton, coronel da Força Aérea Americana residia naquele momento.
A família de Tom passou quase toda a sua infância mudando-se pelo país. Primeiro, moraram em Virginia e depois para o Cape Cod, em Massachussets. No ano seguinte, eles se mudaram para Wayland, também em Massachussets, um subúrbio no lado oeste de Boston. Eles moraram lá durante 3 anos e Tom adorava o lugar, a vizinhança e os amigos que fez lá. Depois, eles se mudaram para Weston e ficaram por lá até Tom entrar para o ginásio.
No início da adolescência de Tom, seu pai deixou a Força Aérea e aceitou um emprego em Sunapee, New Hampshire. Ele, então, entrou para a New London High School, onde era membro da equipe de tênis, do clube de teatro, e do conselho de estudantes.
Tom quis deixar os cabelos crescerem, mas achou que isso lhe traria problemas, então não o fez. Hoje, ele diz que era um garoto inteligente e que tirava boas notas, mas achava que estudar era para pessoas chatas destinadas a vidas chatas.
Ele descobriu a paixão pela música nesta época. Seu irmão mais velho, Scott, tinha uma guitarra Fender Stratocaster, na qual Tom aprendeu sozinho os acordes básicos. Segundo Tom, os músicos cujos pais eram envolvidos com música tinham muita vantagem em relação a ele, e cita Steven Tyler como um exemplo. Finalmente, Tom conseguiu seu próprio baixo, um Fender Precision Bass, que ele costumava tocar junto com os álbuns dos Rolling Stones.
Ele entrou na sua primeira banda, "Sam Citrus and The Merciless Tangerine" em 1966. Logo depois, começou a ir para Boston nos finais de semana para ver bandas tocando. No verão de 1967, quando Tom tinha 15 anos, ele se juntou a um baterista de 12 anos, chamado Pudge Scott, e um guitarrista de 16 anos, que costumava passar os verões em Lake Sunapee, chamado Joe Perry. Os três formaram uma banda chamada "Pipe Dream".
Embora a banda tenha se separado no final do verão, e Joe Perry tenha voltado para casa, em Massachussets, o trio se juntou novamente no verão de 1968, com um membro a mais, um vocalista chamado John McGuire, e um novo nome: "Plastic Glass". No verão de 1969, a banda se reuniu novamente, dessa vez com o nome "Jam Band".
Naquele verão, o companheiro de banda de Tom, Joe Perry, ficou amigo de outro músico, que também passava os verões em Sunapee, Steven Tallarico de Nova York.
No verão de 1970, Joe e Tom se encontraram novamente, agora com planos de se mudarem para Boston no outono para começarem suas carreiras musicais. Steven voltou à Sunapee com sérios planos de formar uma banda com Joe Perry. Primeiramente, Steven sugeriu que seu velho companheiro de banda Don Solomon tocasse baixo na nova banda, mas Joe insistiu que Tom fosse o baixista. Então, Steven acompanhou Joe e Tom em sua mudança para Boston. Desde do início do Aerosmith até os dias atuais, Steven, Tom e Joey Kramer são os 3 membros da banda que nunca deixaram o grupo e que até hoje permanecem como seus integrantes

## Músicas do Aerosmith
As seguintes canções do Aerosmith têm crédito de escrita dado a Tom Hamilton
1. "Sweet Emotion" de Toys in the Attic
2. "Uncle Salty" de Toys in the Attic
3. "Doente como um cachorro" de Rocks
4. "Massa crítica" de Draw the Line
5. " Reis e Rainhas" de Draw the Line
6. "The Hand That Feeds" de Draw the Line
7. "The Reason a Dog" de Done with Mirrors
8. "The Hop" de Done with Mirrors
9. "Janie's Got a Gun" do Pump
10. "The Movie" de Permanent Vacation
11. "Krawhitham" da Caixa de Pandora
12. "Beautiful" de Music From Another Dimension!
13. "Tell Me" de Music From Another Dimension!
14. "Lover Alot" de Music From Another Dimension!
15. "Can't Stop Lovin 'You" de Music From Another Dimension!
16. "Up on the Mountain" de Music From Another Dimension! (Versão Deluxe) [Também fornece vocais principais]

## Vida pessoal
Quanto à sua vida amorosa, em 1972, Tom começou a sair com uma garota chamada Terry Cohen, de Worcester, Massachussets. Ele era amigo da namorada de Joe Perry na época. Tom e Terry se casaram no inverno de 1975 na casa dos pais dela. Eles tem dois filhos: Julian (nascido em 1992) e Dorothy (nascida em 1995).